# The Order of Things
The Order of Things är det amerikanska metalcorebandet All That Remains sjunde studioalbum. Det släpptes i februari 2015 på skivbolaget Razor & Tie. Albumet gavs även ut i Japan.
Inför denna skiva hade bandet bytt producent från Adam Dutkiewicz (Killswitch Engage) till Josh Wilbur, som även jobbat med Gojira, Lamb of God och Megadeth.
The Order of Things nådde plats 25 på Billboard 200. Det var den sista skivan med basisten Jeanne Sagan som lämnade bandet kort efter inspelningen.
Låtarna "For You" och "This Probably Won't End Well" släpptes som singlar, den senare med tillhörande musikvideo.

## Låtlista
1. "This Probably Won't End Well" – 3:48
2. "No Knock" – 2:48
3. "Divide" – 3:18
4. "The Greatest Generation" – 4:00
5. "For You" – 4:16
6. "A Reason for Me to Fight" – 3:42
7. "Victory Lap" – 3:54
8. "Pernicious" – 4:01
9. "Bite My Tongue" – 4:08
10. "Flat Empire" – 4:04
11. "Tru-Kvlt-Metal" – 3:39
12. "Criticism and Self-Realization" – 7:03

Bonusspår på japanska utgåvan
1. "We Are Only Human" – 3:32

## Medverkande
Musiker
- Philip Labonte – sång
- Mike Martin – gitarr
- Oli Herbert – gitarr
- Jeanne Sagan – basgitarr, sång
- Jason Costa – trummor

Produktion
- Josh Wilbur – producent, mixning, mastering
- Jim Fogarty – inspelningstekniker
- Brad Blackwood – mastering
- Dan Bradley –  layout, design
- Justin Borucki – foto